# Oô
Oô é uma comuna francesa na região administrativa da Occitânia, no departamento do Alto Garona. Estende-se por uma área de 6.77 km², com 97 habitantes, segundo os censos de 2018, com uma densidade de 3.0 hab/km².